# Spike Edney
 (janvier 2022).
Si vous disposez d'ouvrages ou d'articles de référence ou si vous connaissez des sites web de qualité traitant du thème abordé ici, merci de compléter l'article en donnant les références utiles à sa vérifiabilité et en les liant à la section « Notes et références ».
Philip « Spike » Edney est un musicien britannique né le 11 décembre 1951 à Portsmouth, Angleterre.

## Biographie
Il est surtout connu pour avoir joué avec le groupe Queen en tant que claviériste et guitariste de scène sur les tournées de 1984 et 1986. Bien qu'il reste pendant la quasi-totalité des concerts « l'homme de l'ombre », on peut le voir sur scène jouer de la guitare aux côtés de Brian May sur le titre Hammer to Fall dans les vidéos de la tournée de 1986 (Budapest et le célèbre Live at Wembley '86). Il a également été claviériste de 1987 à 1993 dans le groupe The Cross, formé par Roger Taylor, le batteur de Queen. En 1993 et 1998 Spike Edney rejoint le guitariste de Queen dans le Brian May Band. En 2005 et 2008, Brian May et Roger Taylor l'engagent à nouveau pour les tournées de Queen + Paul Rodgers.
Spike Edney a aussi travaillé avec Duran Duran, les Dexys Midnight Runners, les Boomtown Rats, Renaud, Les Wampas ou encore avec les Rolling Stones.

## Spike's All-Stars Band
Spike Edney tourne également avec son propre groupe, le Spike's All-Stars Band (souvent abrégé en SAS BAND), qui contient des musiciens de sa connaissance déjà connus pour d'autres projets, et de nombreux invités. On compte notamment, dans le noyau dur du groupe, outre Spike Edney lui-même :
- Jamie Moses (Brian May Band, Eric Burdon, The Pretenders, Bob Geldof, Paul Young, Queen) : guitare ;
- Steve Stroud (Cliff Richard, Eric Burdon, The Hollies) : basse ;
- Johnny Marter (Frank Miller, Voyager, Bonzo Dog Doo-Dah Band, Fish, M.. Big) : batterie ;
- Steve Hamilton (Radiohead, Blur, Tina Turner, Stereophonics, George Michael) : saxophone ;
- Andy Bush (Radiohead, Goldfrapp, Tina Turner, Royal Philharmonic Orchestra : trompette ;
- Zoe Nicholas (Brian May Band, Blue, Bill Wyman, Luther Vandross, Fabbagirls, Queen, Shirley Bassey) et Susie Webb (Brian May Band, The Who, Fabbagirls, Pete Townshend, Paul McCartney, Queen) : chœurs.